# Bromuro de etidio
El bromuro de etidio (BrEt) es un agente intercalante usado comúnmente como aclarador de ácidos nucleicos en laboratorios de biología molecular para procesos como la electroforesis en gel de agarosa. Cuando se expone esta sustancia a luz ultravioleta, emite una luz roja-anaranjada, que se intensifica unas 20 veces después de haberse unido a una cadena de ADN. Este efecto es debido al aumento de la hidrofobia del medio, y no a la rigidificación del anillo bencénico, no estando este entre pares de bases del ADN. Como el bromuro de etidio se intercala en el ADN, hay una idea que tenga un poderoso efecto mutágeno y, posiblemente puede ser cancerígeno o teratógeno, pero la evidencia apunta que no es el caso, y que el bromuro es relativamente seguro. Actualmente existen otros compuestos que cumplen con la función del bromuro de etidio y que son vendidos como más seguros por, en teoría, no tener efecto mutagénico, como el Sybr Safe (Invitrogen), el Gel Red (Biotium) o el MIDORI green (Nippon Genetics).  
Midori a diferencia de otros colorantes seguros no es un intercalante sino que se une al esqueleto de fosfato del ADN, lo que da como resultado bandas más nítidas en el gel de agarosa pues la estructura y estabilidad del ADN se mantienen.  
El bromuro de etidio tiene una referencia CAS 1239-45-8, y una fórmula C21H20BrN3. Como la mayoría de los compuestos fluorescentes, es una sustancia aromática. La mayor parte de la molécula es una estructura tricíclica con grupos amino-benceno en cada lado de una molécula piridínica(seis átomos, conteniendo nitrógeno y un anillo aromático). Esta estructura dibenzopiridínica es conocida con el nombre de fenantridina.

## Peligros
El bromuro de etidio es cosiderado por muchos una sustancia fuertemente mutagénica y es irritante a los ojos, piel, mucosas y el tracto respiratorio. Todavía, la evidencia científica apunta que eso es largamente un mito, y que el bromuro de etidio es relativamente seguro.
El bromuro de etidio no está regulado como residuo peligroso a bajas concentraciones, pero muchas organizaciones las tratan como desechos peligrosos. El material debe manejarse de acuerdo con la Hoja de Datos de Seguridad del Material (MSDS).
El bromuro de etidio puede degradarse químicamente, o recogerse e incinerarse. Es común que el bromuro de etidio se diluya para así arrojarlo al desagüe. Una práctica común es tratarlo con hipoclorito de sodio (blanqueador) antes de su disposición. Según Lunn y Sansone, la degradación química usando blanqueadores es mutagénica por el test de Ames. Los datos confirmarían los efectos mutagénicos de los productos de degradación. Lunn y Sansone describen métodos más eficaces para la degradación.
Se sospecha que puede ser cancerígeno y teratogénico por su cualidad de mutagenicidad, aunque no hay ninguna prueba concluyente de ninguno de estos efectos. Si se ingiere, se inhala o se absorbe por la piel, esta sustancia puede tener efectos nocivos.

## Derrames o exposición personal
El uso del bromuro de etidio en el laboratorio sigue siendo un tema controvertido.
Como con cualquier otra sustancia, si se derrama sobre los ojos o la piel, lavar abundantemente con agua durante 15 minutos usando una ducha de seguridad o un lavaojos. Si se inhala o se ingiere se debe buscar ayuda médica urgentemente. 
Para derrames, primero se deberá neutralizar la sustancia con Carbón activo, Amberilita XAD-16 o Azul algodón (colorante), seguidamente use un absorbente para secar el bromuro de etidio. Limpiar también cualquier traza de esta sustancia en estado sólido con mucha precaución e intentando no crear polvo. Elimínese la sustancia en un contenedor hermético y entréguese, dentro de un cubo etiquetado, al personal calificado en el manejo de residuos químicos.